# Coscinaraea hazimanensis
Coscinaraea hazimanensis är en korallart som beskrevs av Yoshitaka Yabe och Sugiyama 1936. Coscinaraea hazimanensis ingår i släktet Coscinaraea och familjen Siderastreidae. Inga underarter finns listade i Catalogue of Life.